# Корпорация Вирония
Корпорация Вирония (сокращенно korp! Vironia или C!V!) — эстонское братское студенческое общество и старейший студенческий корпус в Эстонии. Организация названа в честь латинского названия древнего эстонского уезда Вирумаа . Полноправный член организации называется " виронус " (сокр. «vir!»), при этом каждого члена также можно назвать «виронианцем» (viroonlane).

## История
{{{4}}} (9 December) 1900 26 November в Рижском политехническом институте официально основана компания Vironia. Как самый первый этнический эстонский студенческий корпус, он оставался единственным эстонским студенческим корпусом в Риге, а также стал единственным эстонским членом двух федераций корпусов балтийских немцев (Chargierten-Convent) в балтийских губерниях . Вирония также был организатором и соучредителем Лиги эстонских корпораций в 1915 году.
После непродолжительной эвакуации в Москву во время Первой мировой войны в 1915 году и непродолжительного возвращения в Ригу в 1918 году Вирония полностью вступила в Эстонскую войну за независимость . 6 его членов погибли на войне и один умер от военных ранений после войны. Он был возобновлен в Тарту, Эстония, в 1920 году и открыл второе отделение в Таллинне в 1936 году. После запрета деятельности, в 1940 году она открыла 8 колоний за границей в 6 странах Запада, а также вела неофициальную деятельность в Венесуэле . Подпольная деятельность в Эстонии была восстановлена в 1960-х годах, а отделения в Таллинне и Тарту были официально восстановлены в 1989 году. Сегодня Vironia насчитывает более 550 членов по всему миру и является одной из крупнейших эстонских студенческих организаций. Активные отделения в Эстонии существуют в Таллинне и Тарту, активные колонии существуют в Торонто и на западном побережье США, а неактивные колонии — в Швеции и Австралии .

## Иностранные отношения
Вирония поддерживает хорошие отношения со всеми небалтийскими немцами, членами бывшего Рижского монастыря Харгертен :
- (1879, Polish, currently in Warsaw)
- (1880, Baltic Russian, separate colony in Tartu)
- (1880, Latvian)
- (1883, Polish, currently in Warsaw)
- (1900, Latvian)

Из них Vironia также имеет картельные соглашения с Welecja (подписано в 1936 г.) и Fraternitas Arctica (подписано в 2010 г.). Вирония также подписала картельные соглашения с Karjalainen Osakunta в Хельсинки (1930 г.) и в настоящее время является активным членом Лиги эстонских корпораций, подписав также картельное соглашение с Fraternitas Estica (2009 г.). Неофициальные отношения со времен изгнания сохраняются с нацией Вестманландс-Дала в Уппсале, Швеция, а с 2010-х годов — с в Каунасе, Литва .

## Известные члены

### Банковское дело
- Эдуард Ауле (1878—1947) — президент Банка Эстонии (1921—1925), заместитель президента Банка Эстонии (1919—1921)
- Артур Уйбопуу (1879—1930) — президент Банка Эстонии (1925—1926)
- Оскар Керсон (1887—1980) — президент Банка Эстонии в изгнании (1968—1980)
- Мяртен Росс (1971 г.р.) — заместитель президента Банка Эстонии (2000—2011 гг.)

### Проявления в культуре
- Эрнст Энно (1875—1934) — поэт и писатель.
- Эдгар Йохан Куусик (1888—1974) — архитектор
- Эдгар Вальтер Сакс (1910—1984) — историк и писатель.
- Эрик Орав (1953—2012) — директор Sid Deutsche Gallery NY и легендарной Leo Castelli Gallery NY.
- Гарри Мэннил (1920—2010) — бизнесмен, благотворитель культуры.
- Борис Кырвер (1917—1994) — композитор и музыкант.
- Роман Той (1916—2018) — композитор, дирижер и органист.
- Альберт Таттар (1901—1989) — основатель пятого по величине конгломерата Венесуэлы и культурный благотворитель эстонцев.

### Представители в армии
- Николай Линк (1880—1943) — капитан-лейтенант (равен подполковнику)
- Артур Перна (1881—1940) — подполковник.
- Пауль Боркманн (1891—1936) — полковник
- Густав Йонсон (1880—1942) — генерал-майор, начальник кавалерийских полков Сухопутных войск Эстонии в Освободительной войне (1918—1919).
- Александр Тильгер (1897—1944) — подполковник.
- Эдуард Лиибус (1893—1941) — полковник
- Яан Унт (1894—1974) — подполковник
- Элиас Касак (1895—1985) — полковник
- Вольдемар Каринг (1895—1942) — полковник

### Политические деятели
- Карл Ипсберг (1870—1943) — министр путей сообщения (1921—1923), заместитель министра торговли и промышленности (1921—1922), депутат (1919—1926 с перерывами)
- Яан Раудсепп (1873—1945) — министр дорог (1932)
- Эдуард Ауле (1878—1947) — министр продовольствия (1919), депутат (1917—1919 с перерывами)
- Артур Уйбопуу (1879—1930) — депутат (1919—1920)
- Оскар Амберг (1878—1963) — министр труда и благосостояния (1923—1924), военный министр (1924), министр дорог (1925—1926), депутат (1920—1925 с перерывами)
- Георг Вестель (1882—1933) — заместитель государственного старейшины (1921—1922), министр денежных дел (1921—1924), министр торговли и промышленности (1922—1923).
- Виллем Рейнок (1882—1958) — член парламента (1922)
- Яан Мяги (1883—1939) — член парламента (1919—1921 с перерывами)
- Йохан Зихвер (1882—1942) — член парламента (1929—1940, с перерывами)
- Хьюго Кахо (1885—1964) — член парламента (1938—1940)
- Юхан Кальм (1884—1953) — член парламента (1917—1919)
- Антон Теецов (1889—1941) — министр денежных дел (1927—1928)
- Лео Зепп (1892—1941) — министр валютных дел (1924—1927), министр экономики (1938—1940)
- Эдгар Сульг (1891—1970) — член парламента (1926—1929)
- Август Керем (1889—1942) — заместитель государственного старейшины (1927—1928), министр сельского хозяйства (1920, 1923—1925, 1929—1931), министр автомобильных дорог (1926—1928), министр обороны (1931—1932, 1933).)
- Пеэтер Курвиц (1881—1962) — министр экономики (1933), второй заместитель председателя Рийгикогу (1921—1923), депутат (1920—1934, с перерывами)
- Тынис Кинт (1896—1991) — премьер-министр в исполнении обязанностей президента (1970—1990), исполняющий обязанности премьер-министра в изгнании (1963—1964), заместитель премьер-министра в изгнании (1960—1962, 1964—1971), министр сельского хозяйства. в изгнании (1953—1970), исполняющий обязанности военного министра в изгнании (1953—1970), член парламента (1937—1940)
- Николай Вийтак (1896—1942) — министр путей сообщения (1937—1940), народный депутат (1938).
- Юхан Курвиц (1895—1953) — депутат (1917—1919)
- Карл Зельтер (1898—1958) — министр экономики (1933—1938), министр иностранных дел (1938—1939), депутат (1937—1939, с перерывами)
- Виктор Пятс (1906—1952) — депутат (1937—1940, с перерывами)
- Эдгар В. Сакс (1910—1984) — министр образования в изгнании (1971—1984)
- Андрес Кюнг (1945—2002) — член парламента (1990—1992), член парламента Швеции (1982—1983)
- Юхан Росс (1925—2002) — член парламента (1990—1992)
- Калев Каллемец (1979 г.р.) — депутат (2012—2014, с перерывами)

### Наука и образование
- Карл Ипсберг (1870—1943) — ректор специальных инженерных курсов (1918).
- Хуго Кахо (1885—1964) — ректор Тартуского университета (1938—1940).